# Saint-Lothain
Saint-Lothain è un comune francese di 469 abitanti situato nel dipartimento del Giura nella regione della Borgogna-Franca Contea.

## Società

### Evoluzione demografica
Abitanti censiti